# Kisch (Bibel)
Kisch (hebräisch קישׁ Ḳish) ist eine Person der Bibel. Saul, der erste König der Israeliten, wird als „Sohn des Kisch“ bezeichnet.

## Erstes Buch Samuel
Das 9. Kapitel des 1. Buches Samuel bezeichnet Kisch als „Sohn des Abiël“. Die Familie gehörte zum Stamm Benjamin. Indem Kisch in 1 Sam 9,1  hebräisch גבור חיל gibbor ḥayil genannt wird, je nach Bibelübersetzung: ein tüchtiger Mann (Lutherbibel), ein wohlhabender Benjaminiter (Einheitsübersetzung), ein tüchtiger Krieger (Zürcher Bibel), wird er jedenfalls als Person von hohem Status gekennzeichnet. Dies ist im Kontext der Erzählung wichtig, weil es mit Sauls geringer Selbsteinschätzung 1 Sam 9,21  kontrastiert.
Als Eselinnen aus der Herde Kischs verschwunden waren, sandte er seinen Sohn Saul aus, diese zu suchen. Bei dieser Suche traf Saul auf Samuel, der ihn zum König salbte (1 Sam 9 ).

## Weitere Erwähnungen
Kisch wird auch an anderen Stellen der Bibel erwähnt. Als Vater Sauls wird er sowohl im Alten Testament im 1. Buch der Chronik (1 Chr 8,33 ) als auch im Neuen Testament in der Apostelgeschichte (Apg 13,21 ) genannt. Hier im griechischen Text lautet der Name Κίς Kís.
Flavius Josephus erwähnt die Person in den Jüdischen Altertümern unter dem Namen Κείς Keís.